# Simone Pontello
Simone Pontello (San Paolo, 8 settembre 1971) è un'ex cestista brasiliana.

## Carriera
Con il Brasile ha disputato i Giochi olimpici di Barcellona 1992 e due edizioni dei Campionati mondiali (1990, 1994).